# METI

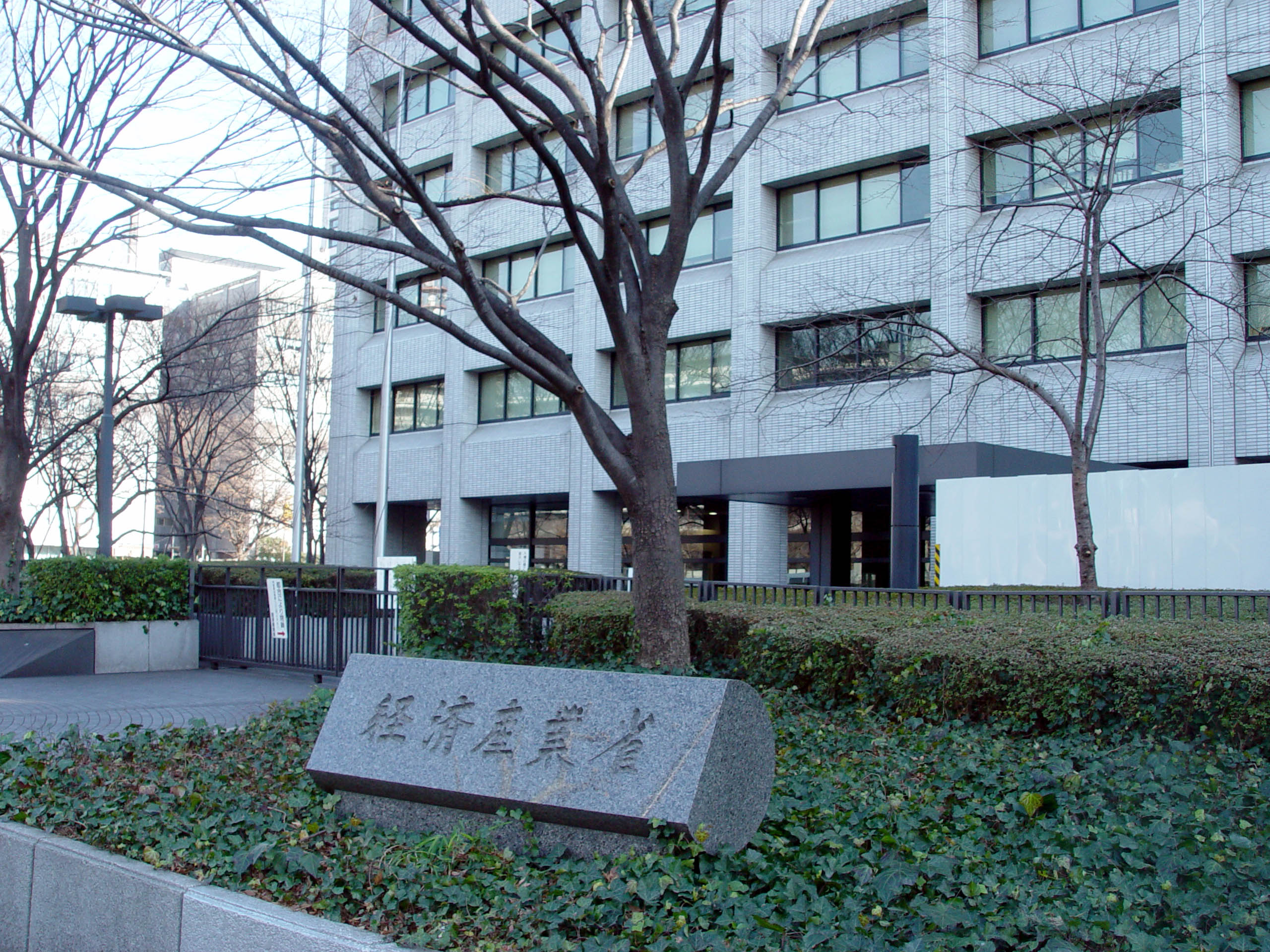
Sitz des METI in Kasumigaseki, Chiyoda, Tokio

Das Keizai-sangyō-shō (jap. 経済産業省, dt. „Ministerium für Wirtschaft und Industrie“; engl. Ministry of Economy, Trade and Industry, dt. „Ministerium für Wirtschaft, Handel und Industrie“, kurz METI) ist eines der Ministerien der japanischen Zentralregierung. Es ging im Jahr 2001 im Rahmen der Reform der Zentralregierung aus einem Zusammenschluss des MITI mit dem Wirtschaftsplanungsamt (経済企画庁, Keizai-kikaku-chō) und Abteilungen anderer Ministerien hervor. Derzeitiger Minister (2021) ist Hiroshi Kajiyama.
Als selbständige Behörden (gaikyoku = „Außenämter“) zugeordnet sind dem METI die Behörde für Rohstoffe und Energie, der auch die Atomaufsicht unterstellt ist, das Patentamt und die Behörde für kleine und mittlere Unternehmen.

## Minister (経済産業大臣,keizai-sangyō-daijin)
| #  | Name                           | Kanji              | Kabinett                                                                  | Amtsantritt   | Partei                      |
| -- | ------------------------------ | ------------------ | ------------------------------------------------------------------------- | ------------- | --------------------------- |
| 01 | Takeo Hiranuma                 | 平沼 赳夫          | Mori II (Umbildung)                                                       | 6. Jan. 2001  | Liberaldemokratische Partei |
| 02 | Takeo Hiranuma                 | 平沼 赳夫          | Koizumi I Koizumi I (1. Umbildung)                                        | 26. Apr. 2001 | Liberaldemokratische Partei |
| 03 | Shōichi Nakagawa               | 中川 昭一          | Koizumi I (2. Umbildung)                                                  | 22. Sep. 2003 | Liberaldemokratische Partei |
| 04 | Shōichi Nakagawa               | 中川 昭一          | Koizumi II Koizumi II (Umbildung)                                         | 19. Nov. 2003 | Liberaldemokratische Partei |
| 05 | Shōichi Nakagawa               | 中川 昭一          | Koizumi III                                                               | 21. Sep. 2005 | Liberaldemokratische Partei |
| 06 | Toshihiro Nikai                | 二階 俊博          | Koizumi III (Umbildung)                                                   | 31. Okt. 2005 | Liberaldemokratische Partei |
| 07 | Akira Amari                    | 甘利 明            | Abe I Abe I (Umbildung)                                                   | 26. Sep. 2006 | Liberaldemokratische Partei |
| 08 | Akira Amari                    | 甘利 明            | Fukuda                                                                    | 26. Sep. 2007 | Liberaldemokratische Partei |
| 09 | Toshihiro Nikai                | 二階 俊博          | Fukuda (Umbildung)                                                        | 2. Aug. 2008  | Liberaldemokratische Partei |
| 10 | Toshihiro Nikai                | 二階 俊博          | Asō                                                                       | 24. Sep. 2008 | Liberaldemokratische Partei |
| 11 | Masayuki Naoshima              | 直嶋 正行          | Hatoyama                                                                  | 16. Sep. 2009 | Demokratische Partei        |
| 12 | Masayuki Naoshima              | 直嶋 正行          | Kan                                                                       | 8. Jun. 2010  | Demokratische Partei        |
| 13 | Akihiro Ōhata                  | 大畠 章宏          | Kan (1. Umbildung)                                                        | 17. Sep. 2010 | Demokratische Partei        |
| 14 | Banri Kaieda                   | 海江田 万里        | Kan (2. Umbildung)                                                        | 14. Jan. 2011 | Demokratische Partei        |
| 15 | Yoshio Hachiro                 | 鉢呂 吉雄          | Kabinett Noda                                                             | 2. Sep. 2011  | Demokratische Partei        |
| –  | Osamu Fujimura (kommissarisch) | 藤村 修            | Kabinett Noda                                                             | 11. Sep. 2011 | Demokratische Partei        |
| 16 | Yukio Edano                    | 枝野 幸男          | Kabinett Noda Noda (1. Umbildung) Noda (2. Umbildung) Noda (3. Umbildung) | 12. Sep. 2011 | Demokratische Partei        |
| 17 | Toshimitsu Motegi              | 茂木 敏充          | Abe II                                                                    | 26. Dez. 2012 | Liberaldemokratische Partei |
| 18 | Yūko Obuchi                    | 小渕優子           | Abe II (Umbildung)                                                        | 3. Sep. 2014  | Liberaldemokratische Partei |
| –  | Sanae Takaichi (kommissarisch) | 高市早苗           | Abe II (Umbildung)                                                        | 20. Okt. 2014 | Liberaldemokratische Partei |
| 19 | Yōichi Miyazawa                | 宮澤洋一           | Abe II (Umbildung)                                                        | 21. Okt. 2014 | Liberaldemokratische Partei |
| 20 | Yōichi Miyazawa                | 宮澤洋一           | Abe III                                                                   | 24. Dez. 2014 | Liberaldemokratische Partei |
| 21 | Motoo Hayashi                  | 林幹雄             | Abe III (1. Umbildung)                                                    | 7. Okt. 2015  | Liberaldemokratische Partei |
| 22 | Hiroshige Sekō                 | 世耕弘成           | Abe III (2. Umbildung) Abe III (3. Umbildung)                             | 3. Aug. 2016  | Liberaldemokratische Partei |
| 23 | Hiroshige Sekō                 | 世耕弘成           | Abe IV Abe IV (1. Umbildung)                                              | 1. Nov. 2017  | Liberaldemokratische Partei |
| 24 | Isshū Sugawara                 | 菅原一秀           | Abe IV (2. Umbildung)                                                     | 11. Sep. 2019 | Liberaldemokratische Partei |
| 25 | Hiroshi Kajiyama               | 梶山弘志           | Abe IV (2. Umbildung)                                                     | 25. Okt. 2019 | Liberaldemokratische Partei |
| 26 | Hiroshi Kajiyama               | 梶山弘志           | Suga                                                                      | 16. Sep. 2020 | Liberaldemokratische Partei |
| 26 | Kōichi Hagiuda                 | 萩生田光一         | Kishida I                                                                 | 4. Okt. 2021  | Liberaldemokratische Partei |
| 27 | Kōichi Hagiuda                 | 萩生田光一         | Kishida II                                                                | 10. Nov. 2021 | Liberaldemokratische Partei |
| 28 | Yasutoshi Nishimura            | 西村康稔           | Kishida II (1. Umbildung) Kishida II (2. Umbildung)                       | 10. Aug. 2022 | Liberaldemokratische Partei |
| 29 | Ken Saitō                      | 齋藤健 Saitō Ken   | Kishida II (2. Umbildung)                                                 | 14. Dez. 2023 | Liberaldemokratische Partei |
| 30 | Yōji Mutō                      | 武藤容治 Mutō Yōji | Ishiba I                                                                  | 1. Okt. 2024  | Liberaldemokratische Partei |
| 31 | Yōji Mutō                      | 武藤容治 Mutō Yōji | Ishiba II                                                                 | 11. Nov. 2024 | Liberaldemokratische Partei |